# Пол Іфілл
Пол Іфілл (англ. Paul Ifill, нар. 20 вересня 1979, Брайтон) — барбадоський футболіст, нападник клубу «Веллінгтон Фенікс».
В минулому виступав за клуби «Міллволл», «Шеффілд Юнайтед» та «Крістал Пелес», а також національну збірну Барбадосу.

## Клубна кар'єра
Народився 20 вересня 1979 року в місті Брайтон. Вихованець юнацьких команд футбольних клубів «Вотфорд» та «Солтдін Юнайтед».
У дорослому футболі дебютував 1998 року виступами за команду клубу «Міллволл». Перші кілька років гравець мав проблеми зі спиною і був близький до того, щоб завершити кар'єру, але зумів повернутися в стрій, перейшовши на позицію півзахисника. Найбільшого успіху з «Міллволлом» Іфілл домігся  2004 року, коли його команда вийшла в фінал Кубку Англії, де поступилася «Манчестер Юнайтед». Всього за «Міллволл» Пол провів 7 сезонів, у яких зіграв 238 матчі і забив 40 м'ячів.
У травні 2005 року Іфілл перейшов в «Шеффілд Юнайтед». Сума угоди склала 800 тисяч фунтів стерлінгів. У першому сезоні за новий клуб Іфілл зіграв 39 матчів, в яких забив 9 голів, чим допоміг «Шеффілду» посісти друге місце у Чемпіоншипі і потрапити в Прем'єр-лігу.
На початку свого першого сезону в «еліті» через розбіжності з тренером Нілом Ворноком Іфілл був виставлений на трансфер і в січні 2007 року перейшов в «Крістал Пелас» з Чемпіоншіпа за 750 тисяч фунтів стерлінгів. У розташування нового клубу Іфілл прибув в поганій фізичній формі, що завадило йому заграти на повну силу. Після призначення головним тренером «Крістал Пеласа» Ніла Ворнока, з яким у Іфілла склалися погані стосунки ще з часів їх спільного перебування в «Шеффілді», Пол став з'являтися на полі набагато рідше. 18 серпня 2008 року він знову був виставлений на трансфер.
21 липня 2009 року Іфілл підписав дворічний контракт з новозеландським клубом «Веллінгтон Фенікс», що виступає в австралійській А-Лізі. Відтоді встиг відіграти за команду з Веллінгтона 106 матчів в національному чемпіонаті.

## Виступи за збірну
Маючи барбадоське коріння, в червні 2004 року дебютував в офіційних матчах у складі національної збірної Барбадосу в товариській грі проти збірної Сент-Кітсу і Невісу. В подальшому брав участь у Карибському кубку націй 2006-07, де зайняв 4-е місце в списку найкращих бомбардирів, забивши 6 м'ячів. Був капітаном збірної у двох відбіркових матчах до чемпіонату світу 2010 року.
Наразі провів у формі головної команди країни 10 матчів, забивши 6 голів.